# Lê Nguyên Hồng
Lê Nguyên Hồng (bính âm: 黎元洪, 1864–1928), tự Tống Khanh (宋卿) là một quân phiệt và chính khách quan trọng trong thời Thanh mạt và đầu thời Trung Hoa Dân Quốc. Ông từng 2 lần giữ chức vụ Đại Tổng thống Trung Hoa Dân Quốc (Hoặc 3 lần do Mãn Thanh phục vị xen giữa nhiệm kỳ lần đầu của ông)

## Thời kỳ đầu
Người Hoàng Pha, Hồ Bắc, ông là con trai một cựu binh nhà Thanh trong Khởi nghĩa Thái Bình Thiên Quốc. Ông tốt nghiệp Học viện Hải quân Thiên Tân năm 1889 và phục vụ trong vai trò kỹ sư trong Chiến tranh Trung-Nhật lần thứ nhất. Chiến hạm của ông bị đánh chìm và ông được phao cứu sinh cứu sống, vì ông không biết bơi. Sau đó ông gia nhập lục quân và trở thành sĩ quan chỉ huy ở Hán Khẩu với chức vụ Hiệp thống. Năm 1910, ông cố gắng loại trừ những phần tử cách mạng thâm nhập vào Lữ đoàn hỗn hợp 21 của ông. Ông không bắt giữ ai, nhưng chỉ giải tán họ.

## Vang danh toàn quốc

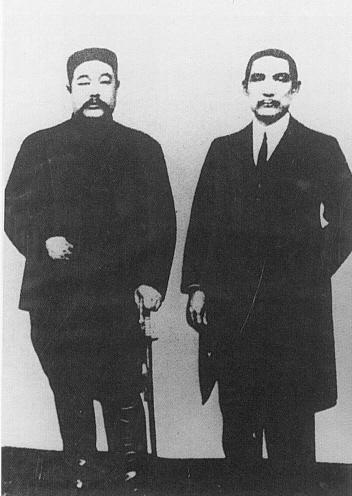
Tôn Dật Tiên bên phải và Lê Nguyên Hồng tại Vũ Xương, Trung Hoa tháng 4 năm 1912

Khi Cách mạng Tân Hợi 1911 bùng nổ, những người nổi dậy cần một chỉ huy cấp cao làm lãnh đạo của họ. Lê được kính trọng, từng ủng hộ phong trào bảo vệ đường sắt, và biết tiếng Anh, vốn hữu dụng khi giao thiệp với ngoại quốc. Ông được cho là đã bị lôi ra từ gầm giường vợ và bị ép buộc phải làm Đốc quân Hồ Bắc dưới mũi súng, dù từng giết chết một vài người nổi dậy. Mặc dù do dự lúc đầu, ông nhanh chóng ngả theo cách mạng sau khi nhận thấy xu thế cách mạng thắng thế và được bầu làm thống soái quân sự toàn Trung Hoa ngày 30 tháng 11. Tổng lý nhà Thanh Viên Thế Khải đàm phán ngừng bắn với ông ngày 4 tháng 12.
Dù Lê chỉ huy quân nổi dậy, Tôn Dật Tiên của Đảng Cách mạng trở thành Đại Tổng thống lâm thời đầu tiên tại Nam Kinh ngày 1 tháng 1 năm 1912. Lê trở thành Phó tổng thống theo một thỏa hiệp và ông thành lập Hội Nhân dân để tranh cử chức Đại Tổng thống. Trong lúc đó, phương Bắc vẫn thuộc nhà Thanh. Một thỏa ước buộc Tôn từ chức để Viên Thế Khải làm Đại Tổng thống và Lê Nguyên Hồng giữ nguyên chức Phó Tổng thống. Nhà Thanh chấm dứt và Nam-Bắc Trung Hoa. Hội Nhân dân sau đó hợp nhất với Đảng Cộng hòa thân Viên.
Năm 1913, ông liên hợp phe Cộng hòa với Đảng Dân chủ của Lương Khải Siêu lập nên Đảng Tiến bộ. Đảng Tiến bộ trở thành đối thủ lớn nhất của Đảng Quốc dân đối lập của Tôn. Ông ủng hộ Viên chống lại Tôn trong Cách mạng lần thứ 2, làm 2 đồng minh cũ trở thành thù địch. Khi Viên âm mưu khôi phục đế chế, Lê trở thành mối đe dọa tiềm tàng và bị Viên giam lỏng tại Bắc Kinh. Viên không thể hoàn toàn tin tưởng Lê vì ông không thuộc phe Bắc Dương và vì sự hợp tác trước đây với những người cách mạng. Tuy nhiên, Viên vẫn hỏi cưới con gái Lê cho con trai ông ta để thắt chặt thêm mối liên hệ giữa họ. Lê vẫn giữ được danh vị Phó Tổng thống nhưng không có quyền lực. Vài phe nhóm kêu gọi Lê lên làm Đại Tổng thống khi Viên khôi phục đế chế năm 1916. Ông từ chối vì lo sợ bị giết, nhưng cũng từ chối những tước hiệu quý tộc do Viên ban, một quyết định có lợi cho sự nghiệp của ông về sau. Lê giữ thái độ trung lập trong thời kỳ đế chế, cho đến khi Viên chết.

## Đại Tổng thống

Lê trở lại làm Đại Tổng thống từ ngày 7 tháng 6 năm 1916 – 17 tháng 7 năm 1917. Khi Viên chết, ông ta để lại di chúc có tên Lê cùng Thủ tướng Đoàn Kỳ Thụy và Từ Thế Xương. Di chúc là một truyền thống đế chế có từ thời Hoàng đế Khang Hy, và không hợp hiến theo Hiến pháp Dân Quốc. Tuy nhiên, các tướng lĩnh Bắc Dương đưa Lê lên làm Đại Tổng thống, vì ông được các tỉnh phương Nam đang nổi loạn thừa nhận. Lê cố gắng quay lại Ước pháp 1912, nhưng Đoàn nắm hết quyền lực. Quốc dân Đại hội Trung Hoa Dân Quốc họp ngày 1 tháng 8 năm 1916, sau khi đã bị giải tán hơn 2 năm rưỡi. Đoàn muốn kéo Trung Hoa vào Thế chiến I nhưng Lê vẫn lưỡng lự. Họ tranh cãi kịch liệt về quyết định cắt đứt quan hệ với nước Đức của Đoàn. Lê buộc Đoàn từ chức ngày 23 tháng 5 năm 1917, khi những khoản vay bí mật từ Nhật Bản của Thủ tướng bị lộ. Đoàn chạy về Thiên Tân tập trung lực lượng, và hầu hết các tướng lĩnh bỏ rơi chính phủ. Để đáp trả, Lê kêu gọi tướng Trương Huân giúp đỡ. Đổi lại, Trương đòi giải tán Quốc hội, và Quốc hội bị giải tán ngày 13 tháng 6 theo ý Trương. Trương, vốn ngầm thân Đức, bất ngờ chiếm Bắc Kinh từ ngày 14 tháng 6 – 12 tháng 7 năm 1917 và bắt giữ Đại Tổng thống. Trương sau đó phục vị cho Hoàng đế Phổ Nghi nhà Thanh ngày 1 tháng 7, nhưng bị phản đối dữ dội. Lê được thả sang Công sứ quán Nhật Bản, nơi ông cầu viện Đoàn để cứu vãn chế độ Dân Quốc. Đoàn sau đó đánh bại Trương và được phục vị Thủ tướng. Phó Tổng thống Phùng Quốc Chương trở thành Đại Tổng thống lâm thời tại Nam Kinh. Ngày 17 tháng 7, tuyệt vọng trước thời cuộc, Lê chính thức từ nhiệm và về ẩn cư tại Thiên Tân.
Ông một lần nữa trở thành Đại Tổng thống Trung Hoa Dân Quốc từ ngày 11 tháng 6 năm 1922 -13 tháng 6 năm 1923 sau khi Tào Côn buộc Đại Tổng thống Từ Thế Xương từ chức. Lê được chọn vì ông được tất cả các phe phái kính trọng và được kỳ vọng sẽ thống nhất quốc gia. Ông nhận lời với điều kiện rằng các lực lượng quân phiệt phải giải tán; nhưng điều kiện này không bao giờ được thực hiện. Cũng như nhiệm kỳ đầu, ông tái lập Quốc dân Đại hội nhưng ông còn ít quyền lực hơn cả trước kia. Ông tổ chức Nội các gồm những chuyên gia có uy tín nhưng nội các này cũng tan rã khi ông bắt giữ Bộ trưởng Tài chính vì tội hối lộ sau những tin đồn và bằng chứng xác thực; một phiên tòa phủ quyết những cáo buộc. Tào lại sớm ôm mộng làm Đại Tổng thống và đạo diễn những cuộc biểu tính đòi Lê từ chức. Tào thậm chí còn tìm cách hối lộ các nghị viên để họ bầu cho ông ta. Khi Lê trốn khỏi thủ đô, ông tìm cách mang theo chiếc ấn Đại Tổng thống nhưng bị ngăn cản. Ông trốn sang Nhật để chữa bệnh và trở về Thiên Tân năm 1924, nơi ông mất sau đó.